# 로렌소 소토마요르
로렌소 소토마요르 코야소(스페인어: Lorenzo Sotomayor Collazo, 아제르바이잔어: Lorenso Kollazo Sotomayor 로렌소 콜라조 소토마요르, 1985년 2월 16일~)는 쿠바 태생 아제르바이잔의 권투 선수이다. 2014년에 아제르바이잔으로 귀화했으며 2016년 하계 올림픽에서 남자 라이트급 은메달을 획득했다.